# هلال خوري
هلال خوري (13 مارس 1962 - 4 مايو 2020)، هو ممثل سوري شارك خوري في عدد من المسرحيات والمسلسلات السورية، وبحسب موقع “قاعدة الأفلام العربية“، مثّل خوري في مسرحية “عنترة” مع المخرج هشام كفارنة، ومسرحية “مع الغيوم” للمخرج سامر زرقا، وأخرج مسرحية “أحلام مائية”.
ودرس في المعهد العالي للفنون المسرحية بالعاصمة السورية دمشق عام 1978، وتخرج فيه عام 1984، إلى جانب أيمن رضا وأمل حويجة وفارس الحلو وزكي كورديللو وضحى الدبس.

## أعماله
بدأ الممثل الراحل مسيرته في التلفزيون عبر مشاركاته في مسلسل تاريخي حمل اسم “حرائر النساء” في بداية التسعينيات، ثم في سهرة تلفزيونية تحت عنوان “التحقيق: الرجل الآخر”.
في عام 1992، شارك خوري في فيلم “المرابي” للمخرج محمد شاهين، ثم لعب دور الفاروسي في مسلسل “نهاية رجل شجاع” مع المخرج نجدة أنزور.
توالت مشاركات خوري في الدراما السورية عبر أدوار صغيرة، فشارك في مسلسلات “صلاح الدين الأيوبي” عام 2001، و”مخالب الياسمين” عام 2003.
كما سجل حضوره في مسلسل “قتل الربيع” في عام 2004، وفي “باب الحارة” الجزء الأول عام 2006.
وفي مسلسل الولادة من الخاصرة في جزئيه الثاني والثالث عامي 2012-2013 بدور ذراع أبو نبال الأيمن غزوان.
وكانت آخر أعمال الفنان الراحل، مشاركته في مسلسل “دقيقة صمت” في عام 2019.

## وفاته
توفي صباح يوم الإثنين 4 مايو 2020 الموافق 11 رمضان 1441 هـ بسبب نوبة قلبية حادة في منزله.